# Друга крагујевачка гимназија
Друга крагујевачка гимназија је гимназија у Крагујевцу. Налази се у крагујевачком насељу Бубањ у склопу Универзитетског кампуса. Највећи број одељења школе похађа гимназијски програм општег типа (од тога једно спортско) уз једно одељење друштвено-језичког смера и специјализовано одељење Филолошке гимназије.

## Историја
Друга мушка гимназија у Крагујевцу је први пут основана 23. септембра 1911. године, издвајањем 5 одељења из Прве гимназије, и радила је до почетка Првог светског рата 1915. године. После I светског рата Друга гимназија наставила рад 1918. године и радила до 1928. године када је укинута. Услед повећаног прилива ученика, школске 1937/38. године поново је основана II мушка гимназија и радила је до 1943. године. 
После II светског рата Друга гимназија је више пута оснивана, реформисана и укидана: 1945. године се поново формира под именом Друга мушка реална гимназија и ради до 1959. године, када се одлуком Министарства спаја са Првом гимназијом; и коначно је 1977. године, увођењем усмереног образовања, укинута као и све друге гимназије. При томе се при сваком оснивању и укидању мењала зграда школе (зграда Аћима Прокића, зграда доктора Маршићана, зграда бивше Грађанске школе...).
Оснивањем, школске 1990/91. године (основана решењем СО Крагујевац бр.08-022-3 од 19. јуна 1990. године), Друга крагујевачка гимназија са 4 одељења првог разреда привремени смештај налази у згради Економске школе. Школске 1991/92. године Друга гимназија са 6 одељења првог разреда и 4 одељења другог разреда и даље користи простор Економске школе. Школске 1992/93. године, са 4 одељења трећег разреда и по 6 одељења првог и другог разреда, Друга гимназија долази у школски објекат Прве крагујевачке гимназије.  Већ следеће године због повећаног броја одељења почиње да се користи и део помоћног објекта ОШ  “Мома Станојловић”. (II разред). Школске 1994/95 настава се изводи у Првој крагујевачкој гимназији и у обданишту Пчелица (са 8 учионица) и у оваквим условима је настава одржавана све до изградње нове зграде 2000. године. У међувремену су се користиле и просторије Политехничке школе где су били информатички кабинети.

### Нова зграда
Дана 20. октобра 1995. године почели су радови на изградњи нове школске зграде, коју је пројектовао познати крагујевачки архитекта др Верољуб Атанасијевић.
Нови савремени објекат Друге крагујевачке гимназије је завршен 31. августа 2000. године. Спортска хала Друге Гимназије завршена је у јесен 2009. године.
Површина зграде је 6.400 m² од чега су 23 учионице, 2 вежбаонице, свечана сала, библиотека, читаоница, медијатека и стоматолошка ординација у централном делу зграде док се у кабинетском делу налазе 3 специјализоване учионице за стране језике и 6 кабинета- 2 за информатику, 1 за биологију, 1 за физику, 1 за хемију и 1 за географију. У централном делу зграде се налази пространи хол који се користи за најразноврсније друштвено-културне догађаје. 
Спортска хала има површину 2.100 m² са око 800 места за седење и стрељаном у подземном делу хале.

### Данас
Број ученика од оснивања гимназије 1990. године је непрекидно растао. Прве школске године је уписано 4 одељења првог разреда, већ следеће школске године почиње са уписом 6 одељења првог разреда да би школске 1996/1997. године повећан број на 7 одељења првог разреда. Коначно, изградњом нове зграде, школске 2000/01. почиње упис 8 одељења првог разреда (при чему је исте године због великог броја ученика формирано још једно одељење другог разреда од постојећих). Од школске 1999/2000. године Друга крагујевачка гимназија уписује ученике и у издвојеном одељењу у Рачи у Техничкој школи „Други шумадијски одред“. Школске 2002/03. године школа уписује и одељење за обдарене ученике Филолошке гимназије (специјализовано одељење). Следеће школске године поред одељења Филолошке гимназије и одељења општег типа школа уписује и одељење друштвено-језичког смера. Школске 2008/09. године је формирано и спортско одељење општег типа. Гимназија садржи и једно одељење природно-математичког смера.